# Karlsborgs luftvärnsregemente
Karlsborgs luftvärnsregemente (Lv 1) var ett luftvärnsförband inom svenska armén som verkade i olika former åren 1937–1961. Förbandsledningen var förlagd i Karlsborgs garnison i Karlsborg.

## Historik

### Bildandet
Karlsborgs luftvärnsregemente bildades den 1 juli 1937, genom att Karlsborgs artilleriregemente omorganiserades till ett luftvärnsregemente. Det med bakgrund till att bland annat luftvärnet tilldelades en mer självständig ställning inom artilleriet. Karlsborgs luftvärnsregemente var ett ledande förband inom utvecklingen av svenskt luftvärn, men blev tillsammans med Östgöta luftvärnsregemente även moderförband för samtliga svenska luftvärnsförband. Det vill säga det var ifrån de två regementena som övriga luftvärnsförband bildades ifrån. Den 1 oktober 1942 avskiljdes luftvärnet från artilleriet och bildade ett självständigt truppslag. Karlsborgs luftvärnsregemente kom därmed att övergå till luftvärnet och antog den nya beteckningen Lv 1, det som en markering för att visa vilket truppslag regementet tillhörde.

### Försvarsbesluten
Inför försvarsbeslutet 1958 föreslog chefen för armén att Sundsvalls luftvärnskår (Lv 5) skulle avvecklas och upplösas. Utbildningen i Sundsvall skulle istället fördelas på andra luftvärnsförband, bland annat vid Luleå luftvärnskår cirka 50 mil norrut. Bakgrunden till förslaget var helt och hållet ekonomiskt, då överbefälhavaren ansåg att en avveckling av Sundsvalls luftvärnskår var förenade med olägenheterna ur beredskaps- och rekryteringssynpunkt. Besparingen av att avveckla Sundsvalls luftvärnskår beräknades till ca 0,6 miljon kronor per år. Den 9 februari 1959 föreslog chefen för armén i en skrivelse om en ändring av delar av försvarsbeslutet. Där han istället föreslog att Sundsvalls luftvärnskår skulle kvarstå som fredsförband. Istället skulle Karlsborgs luftvärnsregemente utgå ur fredsorganisationen. Det med bakgrund till att värnpliktiga i möjligaste mån skulle utbildas inom sannolika operationsområden. Vidare ansågs det att den tekniska utvecklingen i omvärlden hade ökat möjligheterna till kuppartade anfall. Därav ansågs det att fredsförband i särskilt utsatta landsdelar skulle bibehållas. Till det som talade för ett bibehållande av Karlsborgs luftvärnsregemente var goda utbildningsbetingelser med flygvapnet, samt plats för en årlig utbildningskontingent på 800 värnpliktiga. Där enbart Roslagens luftvärnsregemente utbildade fler värnpliktiga årligen. Avvecklingen av Karlsborgs luftvärnsregemente kom dock att påverka samtliga luftvärnsförband. Det i form av en brist på förläggningsplatser vid de övriga luftvärnsförbanden. Men även i form av att kasernetablissementet i Sundsvall var i behov av olika funktionsbyggnader. Det totala investeringsbehovet för byggnadsarbeten vid de övriga luftvärnsförband beräknades till 4,9 miljoner kronor. Vidare tillkom en investeringskostnad på 2 miljoner kronor i Karlsborg, då Signalbataljonen i Skövde (S 2) kom att omlokaliseras till Karlsborg, det i form av ett regionalpolitiskt stöd till regionen. Den 12 mars 1961 höll Karlsborgs luftvärnsregemente en avvecklingsceremoni och den 31 mars 1961 avvecklades och upplöstes regementet officiellt.

## Ingående enheter

### Fallskärmsjägarskolan
Fallskärmsjägarskolan (FJS) är en tidigare enhet inom den svenska armén som utbildade fallskärmsjägare. Skolan bildades 1952 och lokaliserades till Karlsborg. Skolan administrerades åren 1952–1961 av Karlsborgs luftvärnsregemente (Lv 1). Inför att Karlsborgs luftvärnsregemente skulle avvecklas, hade försvaret undersökt möjligheter och konsekvenser med att ansluta skolan administrativt och förläggningsmässigt till Västgöta flygflottilj. Dock beslutades istället att skolan från den 1 april 1961 skulle underställas  Göta signalkår (S 2). Dock var Älvsborgs regemente (I 15) så kallad truppregistreringsmyndighet för skolans värnpliktiga. I samband med att Livregementets husarer (K 3) omlokaliserades till Karlsborg, kom skolan från den 1 juli 1984 bli en del av Livregementets husarer. Sedan 2009 är Fallskärmsjägarskolan avvecklad, de ingående delarna delades mellan Särskilda operationsgruppen och 32. underrättelsebataljonen.

## Förläggningar och övningsplatser

### Förläggning
Karlsborgs luftvärnsregemente var förlagda till slutvärnet i Karlsborgs fästning. Efter att regementet avvecklades, övertogs dess förläggning den 1 april 1961 av Signalbataljonen i Skövde (S 2), som samtidigt antog namnet Göta signalkår (S 2). Sedan den 1 juli 1984 är Livregementets husarer (K 3) förlagda till fästningen och garnisonens huvudman.

### Detachement

#### Boden/Luleå
Den 20 juni 1941 detacherades en beredskapsdivision ur Karlsborgs luftvärnsregemente till Boden. Detachementet antog namnet Bodens luftvärnsdivision (A 9 B). Den 1 oktober 1941 överfördes detachementet till Luleå och fick namnet Luleå luftvärnsdivision (A 9 L). Från den 1 oktober 1942 avskildes detachementet från Karlsborgs luftvärnsregemente och bildade Luleå luftvärnskår (Lv 7).

#### Göteborg
Den 1 oktober 1941 detacherades en beredskapsdivision ur Karlsborgs luftvärnsregemente till Göteborg. Den 1 oktober 1942 avskildes detachementet från regementet och bildade Göta luftvärnskår (Lv 6).

#### Karlstad
Den 7 februari 1943 förlade Karlsborgs luftvärnsregemente en mobiliseringscentral till Karlstad (Lv 1 K). Centralen var belägen i Sörmon, drygt 10 km väster om Karlstad. Den 30 juni 1953 avvecklades mobiliseringscentral och övergick istället till att verka som ett mobiliseringsförråd.

## Heraldik och traditioner
Den 16 juni 1938 mottog Karlsborgs artilleriregemente sitt förbandsstandar på Ladugårdsgärdet, överlämnat av kung Gustav V på dennes 80-årsdag. Förbandsstandaren fördes vidare av Karlsborgs luftvärnsregemente fram till att det avvecklades 1961. Därefter fördes det fram till 1984 av Göta signalregemente (S 2). Den 8 oktober 1984 övertogs det av Luftvärnsskjutskolan (LvSS). Sedan den 1 juli 2000 bevaras minnet av Karlsborgs luftvärnsregemente av Luftvärnsregementet (Lv 6).

## Förbandschefer
Förbandschefen titulerades regementschef och hade tjänstegraden överste.

- 1937–1938: Jacques de Laval
- 1938–1941: Ragnar Sjöberg
- 1941–1941: Ragnar Lindblad
- 1941–1946: Einar Hellström
- 1946–1953: Bengt Bengtsson
- 1953–1957: Sven Tilly
- 1957–1960: Nils Kahlén
- 1960–1961: Lars Bratt

## Namn, beteckning och förläggningsort
| Kungl. Karlsborgs luftvärnsregemente | 1937-07-01 | – | 1961-03-31 |

| A 9  | 1937-07-01 | – | 1942-09-30 |
| Lv 1 | 1942-10-01 | – | 1961-03-31 |

| Karlsborgs garnison (F) | 1937-07-01 | – | 1961-03-31 |
| Bodens garnison (D)     | 1941-06-20 | – | 1941-09-30 |
| Luleå garnison (D)      | 1941-10-01 | – | 1942-09-30 |
| Göteborgs garnison (D)  | 1941-10-01 | – | 1942-09-30 |

## Galleri

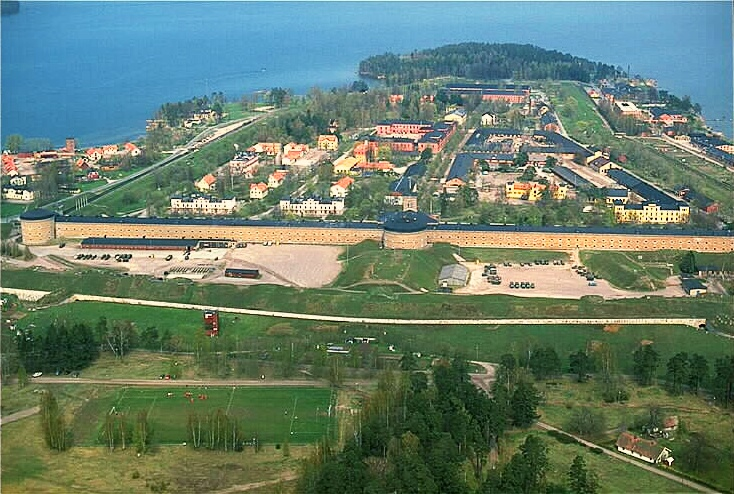
Slutvärnet vid Karlsborgs fästning
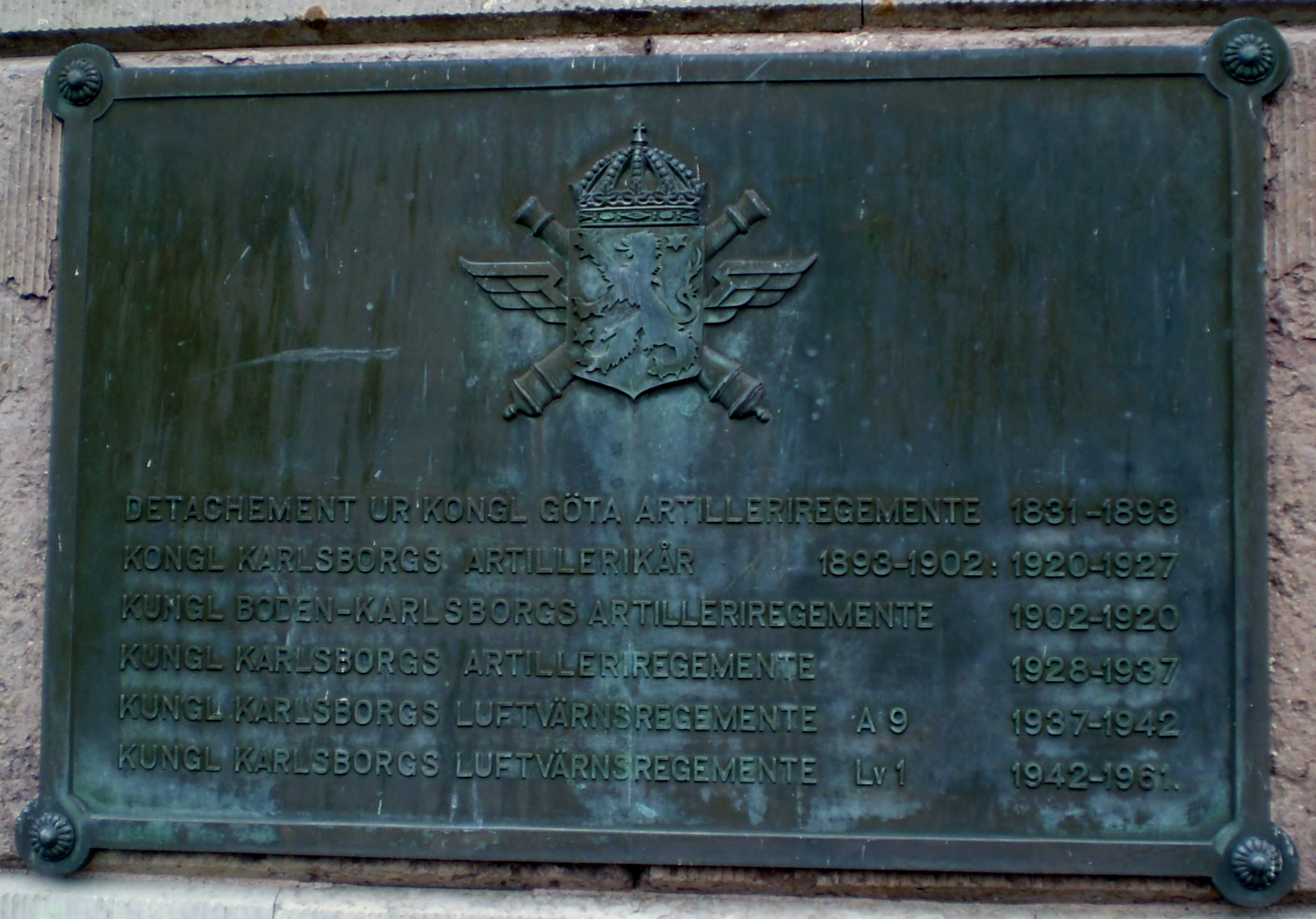
Minnestavla på Fästningskyrkan över A 10, A 9 och Lv 1.
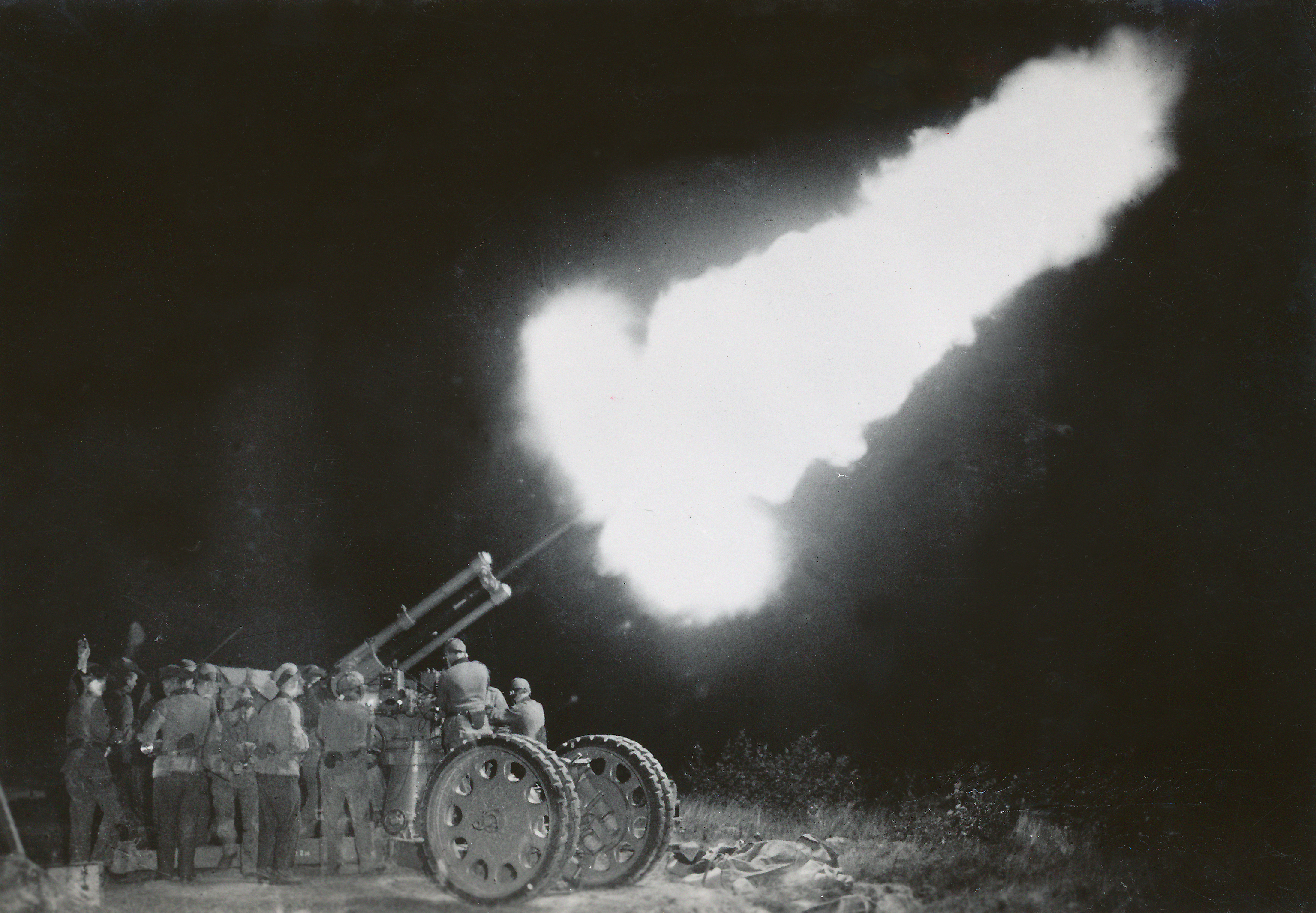
Nattskjutning 1934 A 9 Karlsborg med lvkanon m/30 mot bogserat mål med belysning av fyra strålkastare.
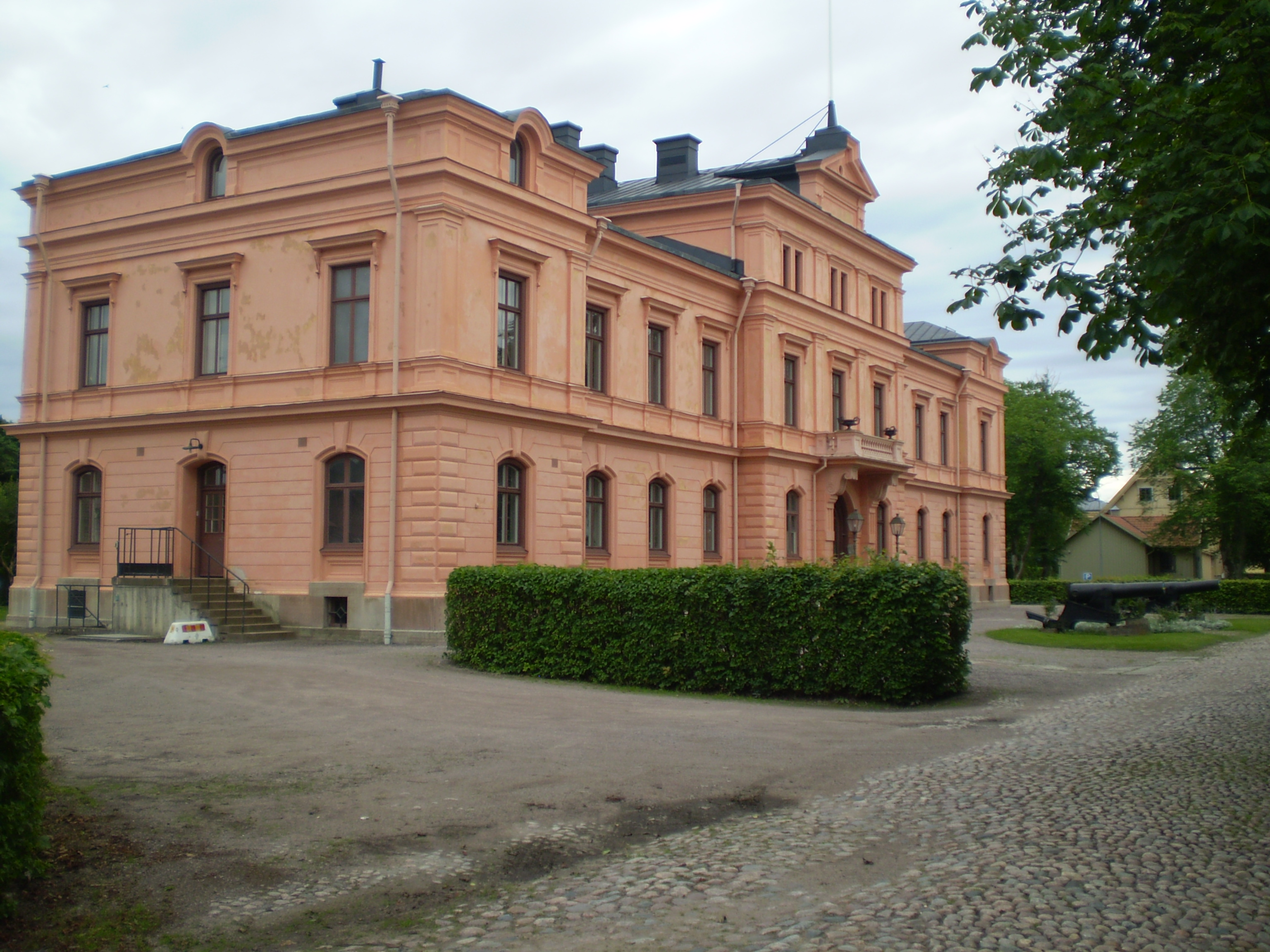
Officersmässen vid Karlsborgs fästning.